# Saint-Josse-ten-Noode/Sint-Joost-ten-Node
Saint-Josse-ten-Noode (französisch) oder Sint-Joost-ten-Node (niederländisch) ist eine von 19 Gemeinden der zweisprachigen Region Brüssel-Hauptstadt in Belgien. Mit 26.895 Einwohnern (1. Januar 2024) auf nur 1,14 Quadratkilometern Fläche ist sie die flächenkleinste Gemeinde der Region Brüssel-Hauptstadt und zugleich die am dichtesten bevölkerte Belgiens mit rund 24.000 Einwohnern pro Quadratkilometer.
Saint-Josse-ten-Noode/Sint-Joost-ten-Node ist eine eigenständige Gemeinde und liegt am Rande der Brüsseler Innenstadt zwischen der eigentlichen Stadt Brüssel im Süden und Schaerbeek/Schaarbeek im Norden. Unmittelbar jenseits der Ringstraße, die die südwestliche Gemeindegrenze von Saint-Josse/Sint-Joost bildet, befindet sich die Rue Neuve/Nieuwstraat, die innerstädtische Fußgängerzone Brüssels.
In Saint-Josse-ten-Noode/Sint-Joost-ten-Node liegt unter anderem der Botanische Garten (Parc du Botanique/Kruidtuin) am Schaarbeeker Tor, zu dem auch ein Kulturzentrum gehört. Die Gemeinde hat Anteil an der repräsentativen Rue Royale/Koningsstraat, die vom königlichen Stadtschloss nach Schaerbeek/Schaarbeek verläuft.
Der größte Telekommunikationsanbieter Belgiens, Proximus, hat in Saint-Josse-ten-Noode/Sint-Joost-ten-Node seinen Firmensitz.

## Bevölkerung
Die Gemeinde Saint-Josse-ten-Noode/Sint-Joost-ten-Node zählt landesweit den höchsten Anteil an Einwanderern – in Belgien Allochthone genannt. Der damalige Bürgermeister Jean Demannez äußerte 2003, dass nur noch 20 Prozent der Bevölkerung einen belgischen Großvater habe. Der Anteil von Einwohnern mit ausländischer Staatsangehörigkeit liegt bei 42 Prozent im Jahr 2015, darunter vor allem Türken und Marokkaner und inzwischen auch Bulgaren und Rumänen.
Saint-Josse/Sint-Joost ist mit einem mittleren Pro-Kopf-Einkommen von 8.690 Euro (Stand: 2015) die ärmste Gemeinde Belgiens und liegt damit auch deutlich unter dem Durchschnitt der Region Brüssel-Hauptstadt, die mit 13.831 Euro (2015) die einkommensschwächste der belgischen Regionen ist.

## Geschichte

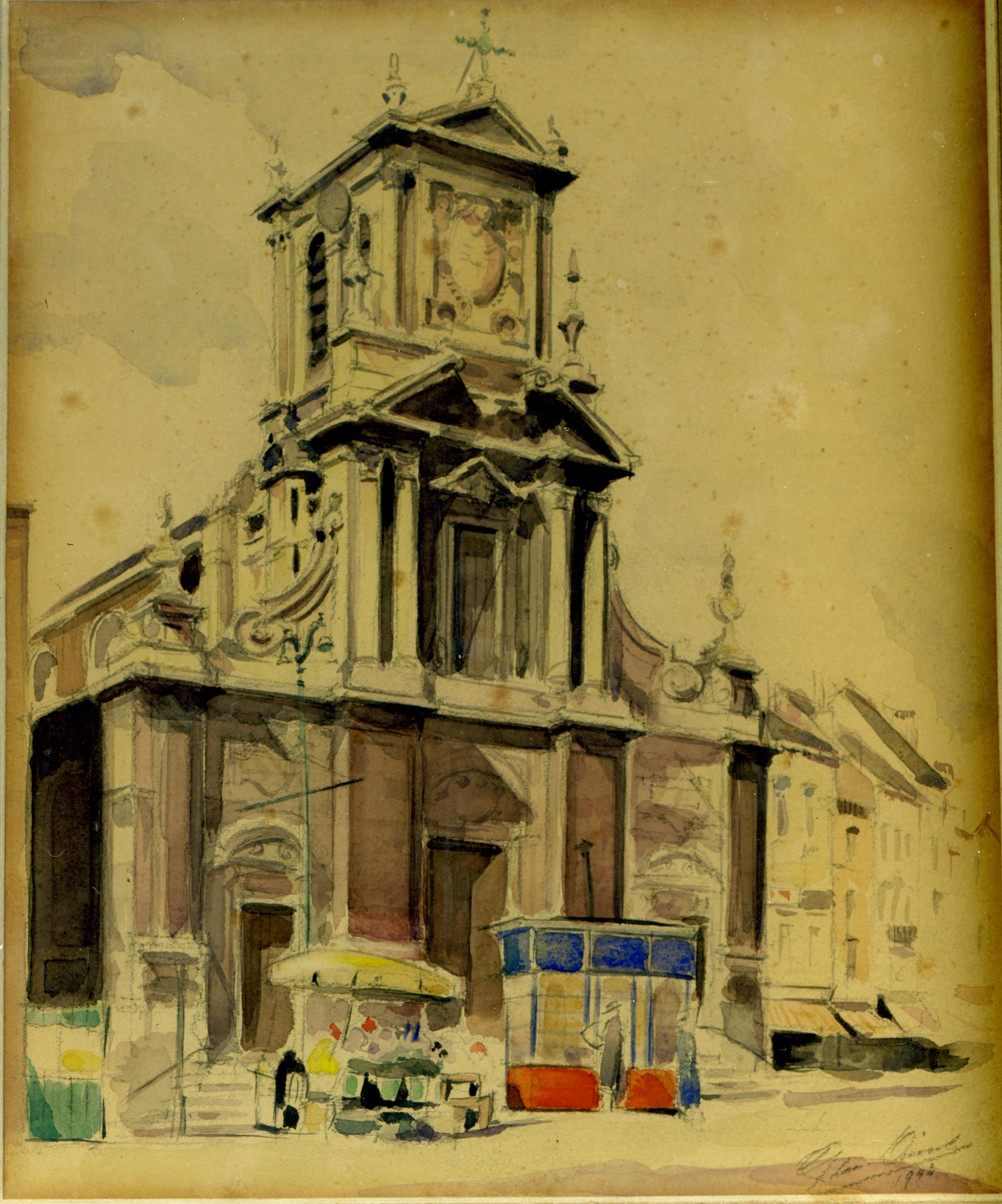
Neobarocke Kirche Saint-Josse/Sint-Joost von 1867, Aquarell von Léon van Dievoet

Der Name der Gemeinde leitet sich ab von dem heiligen Jodok (französisch: Josse).
Die ursprüngliche Gemeinde war mehr als doppelt so groß, musste jedoch im Rahmen des Ausbaus der Stadt Brüssel 1855 mit 142 ihrer damals 253 Hektar mehr als die Hälfte ihrer Grundfläche an die Stadt Brüssel abtreten, woraus das Quartier Léopold mit dem heutigen Europaviertel als Wohngegend der Brüsseler Bourgeoisie entstand.

## Politik

### Bürgermeister
Guy Cudell war der langjährige Bürgermeister von Saint-Josse-ten-Noode/Sint-Joost-ten-Node, von 1953 bis zu seinem Tod 1999. Der Sozialist war einer der letzten Bürgermeister Belgiens, die noch Zweispitzhut trugen. Von 1999 bis 2012 übernahm Jean Demannez, ebenfalls Sozialist, das Amt. 2012 wurde Emir Kir zum neuen Bürgermeister gewählt; auch er war Mitglied der Sozialistischen Partei und einer der ersten türkischstämmigen Bürgermeister Belgiens.

### Städtepartnerschaften
Sint-Joost listet folgende beiden Partnerstädte auf:
- Eskişehir, Türkei – seit 2014
- Tanger, Marokko – seit 2014

Außerdem besteht eine Partnerschaft mit
- Verona, Italien.[7]

## Verkehr
Der Brüsseler Nordbahnhof liegt auf dem Gemeindegebiet, da die Grenze direkt durch das Bahnhofsgebäude verläuft. Am Nordbahnhof halten die Linien S1, S2, S3, S6, S8, und S10 der S-Bahn Brüssel sowie zahlreiche Fernzüge. Die Ringlinien 2 und 6 der Métro Brüssel halten an den Stationen Rogier, Botanique/Kruidtuin und Madou, die Prémetro-Linien 3 und 4 an Rogier und am Nordbahnhof. Weiter halten die Straßenbahnlinien 25, 55, 92 und 93 auf dem Gemeindegebiet, genau wie zahlreiche Buslinien.

## Sehenswürdigkeiten

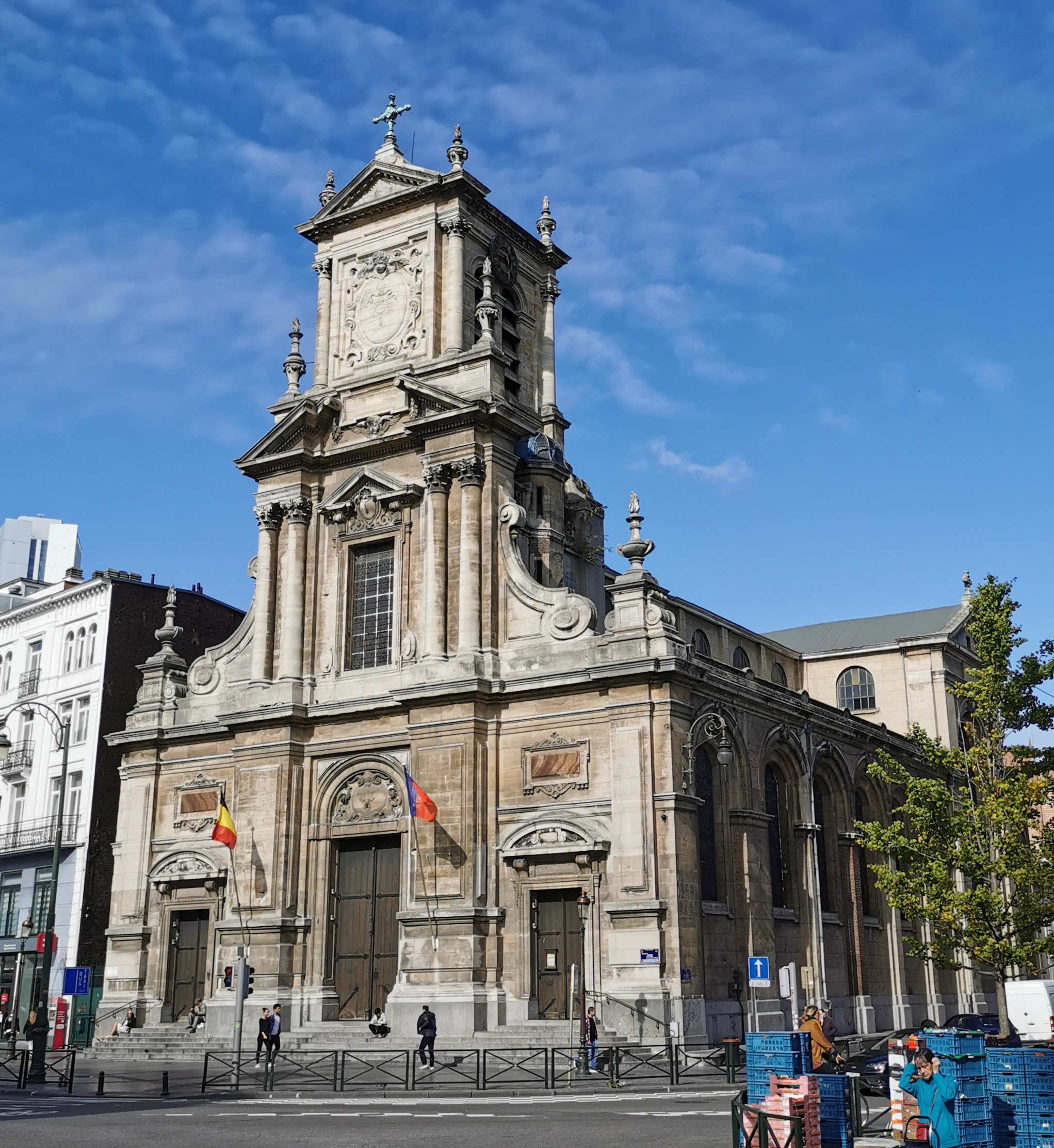
Sint-Joostkerk 2019

- Neobarocke St. Joostkirche von 1865
- Museum Charlier
- Der frühere Bahnhof an der Chaussée de Louvain/Leuvensesteenweg von 1885 ist denkmalgeschützt und beherbergt heute eine Begegnungsstätte für Jazzmusiker Jazz Station.
- In der Gemeinde stand zwischen 1960 und 2001 das sogenannte Rogierzentrum, entworfen durch den Architekten J. Cuisenier. Der gigantische Komplex war einst Symbol des Nachkriegsmodernismus, wurde jedoch nach einer Phase der Verwahrlosung abgerissen. Zwischen 2002 und 2006 entstand an derselben Stelle das Hauptquartier der Dexia Bank.
- Friedhof Saint-Josse-ten-Noode

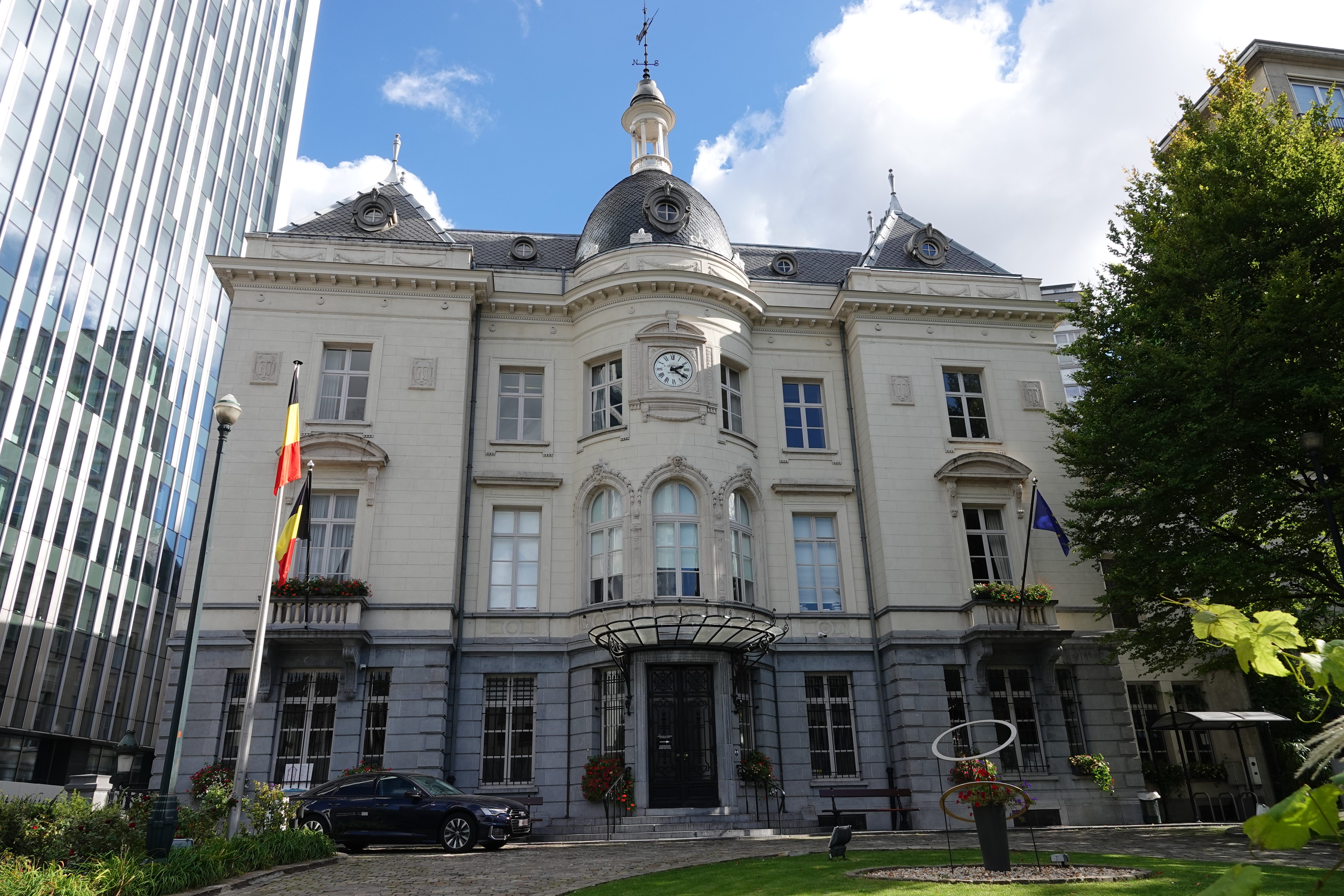
Gemeindehaus von Saint-Josse-ten-Noode/Sint-Joost-ten-Node
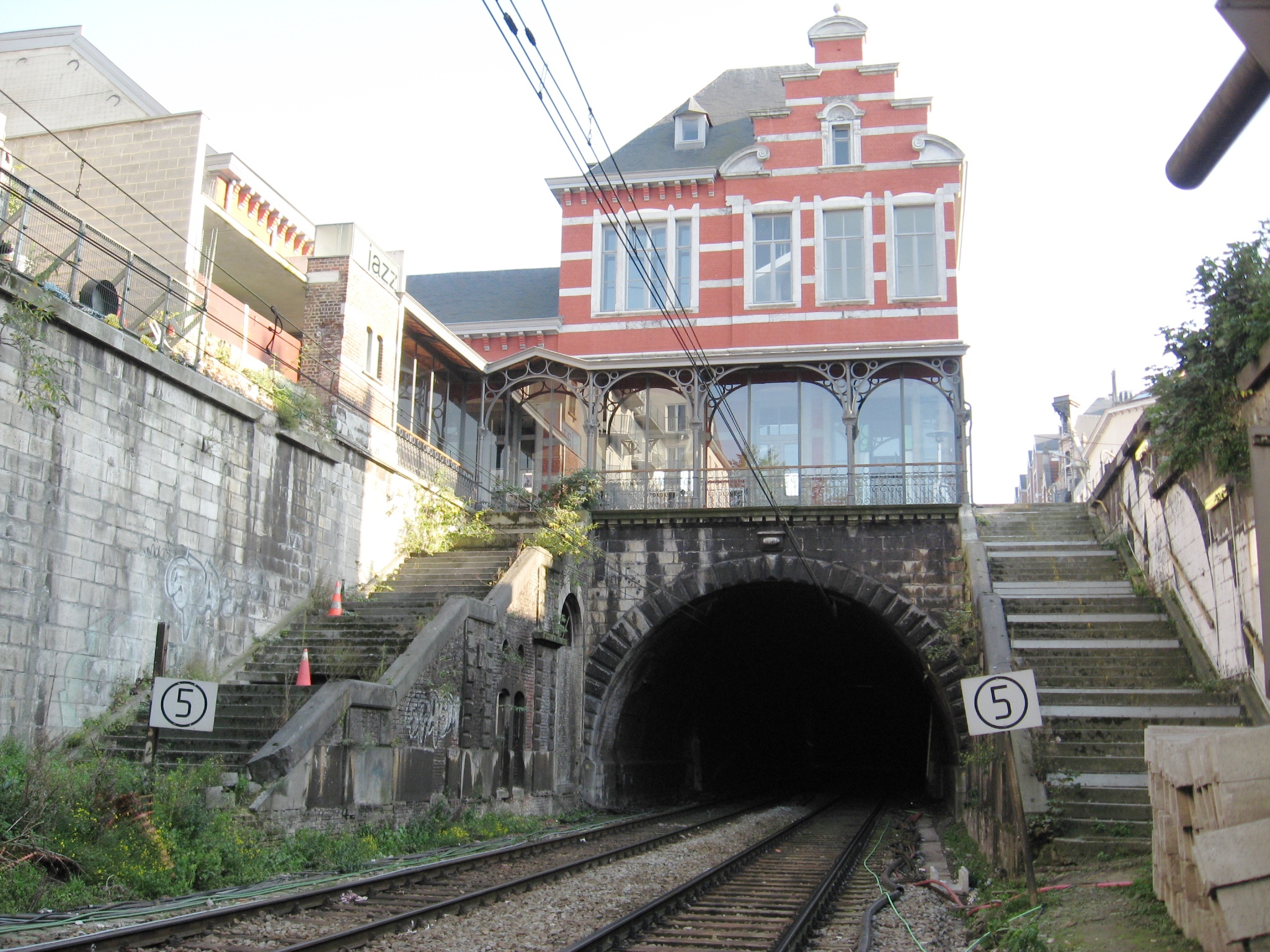
Die Jazz-Station ist ein ehemaliger Bahnhof.
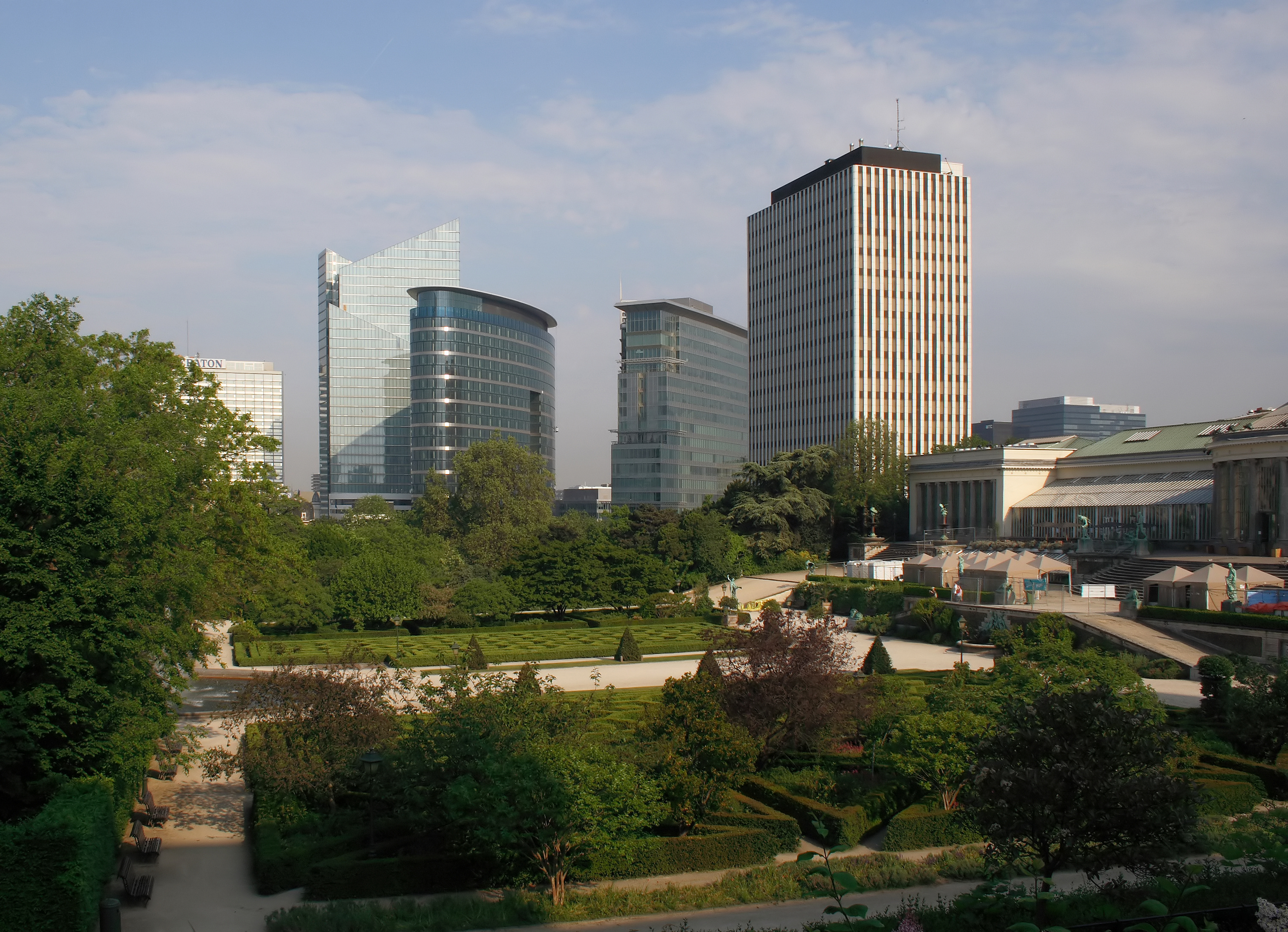
Der Bau des Nordviertels (Espace Nord/Noordwijk) begann 1970. Unter anderem befindet sich dort das Hauptquartier der Dexia Bank.
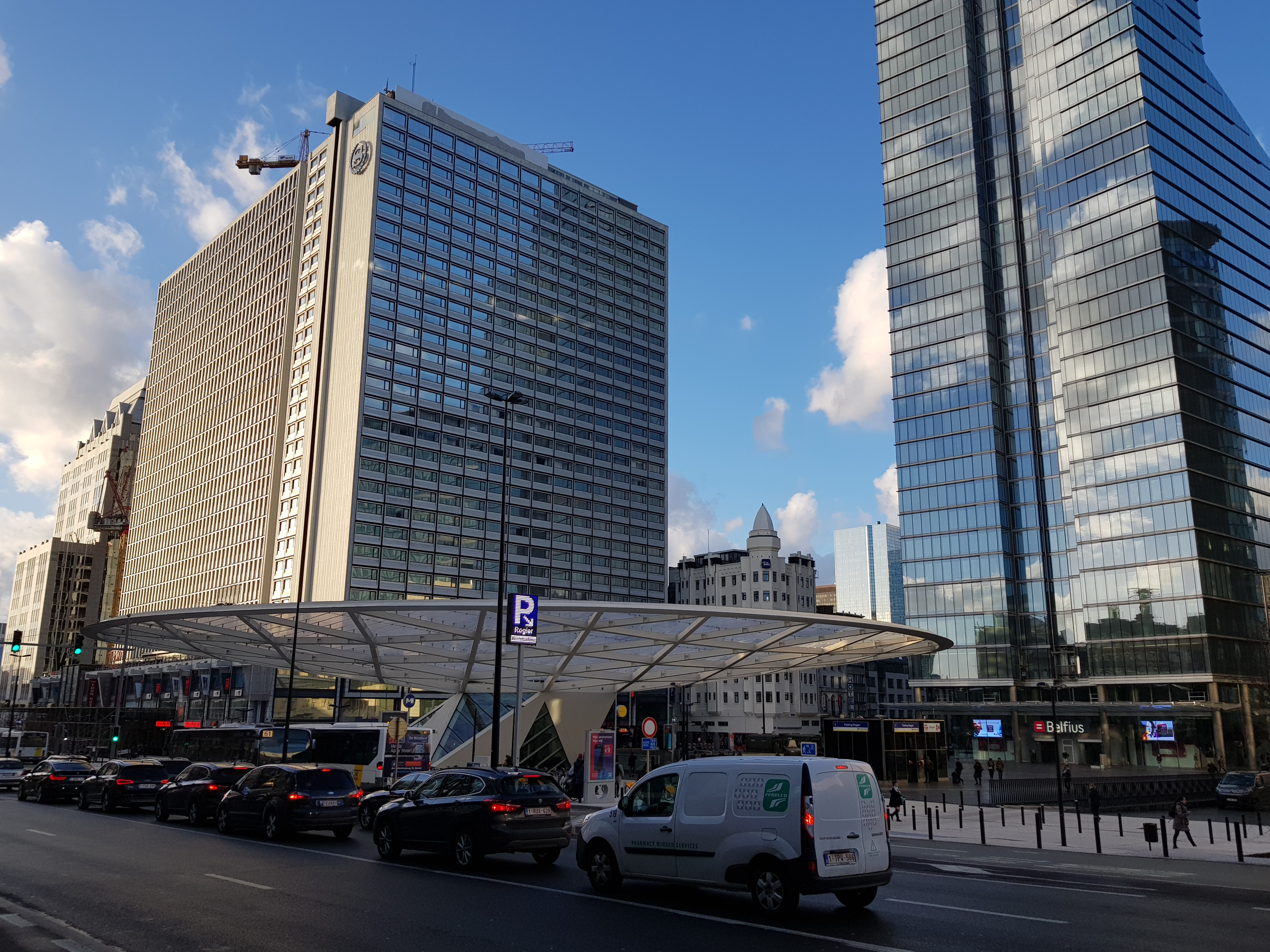
Der Rogierplatz von der Südseite aus

## Söhne und Töchter der Stadt
- Alfred Verwee (1838–1895), Maler und Radierer
- Gaspard Fivé (1849–1909), Soldat
- Charles Henri Lagrange (1851–1932), Mathematiker und Astronom
- Charles Gérard (1857–1932), Landschafts-, Veduten- und Marinemaler
- Émile Fourcault (1862–1919), Erfinder und Industrieller
- Baron Herman Baltia (1863–1938), General und Hochkommissar des Königs
- Modeste Stuyvaert (1866–1932), Mathematiker
- Léon Delacroix (1867–1929), Jurist und Politiker
- Georges Gaudy (1872–1940), Maler, Radierer, Plakatkünstler des Jugendstils und Radsportler
- Firmin Baes (1874–1943), Maler, Pastellkünstler, Zeichner und Plakatkünstler
- Gaston Duffour (1875–1953), französischer Offizier
- Francis de Croisset (1877–1937), belgisch-französischer Schriftsteller
- François Vergucht (1885–1944), Ruderer
- Claire Guttenstein (1886–1948), Schwimmerin
- Fernand Muûls (1892–1981), Diplomat
- Adolphe Goemaere (1895–1970), Hockeyspieler
- Louis van Lint (1909–1986), Maler
- Olivier Deleuze (* 1954), Agraringenieur und Politiker
- Zakia Khattabi (* 1976), Politikerin
- Élodie Ouédraogo (* 1981), Leichtathletin
- Anıl Koç (* 1995), Fußballspieler
- Ibrahim Salah (* 2001), marokkanisch-belgischer Fußballspieler